# Chloromyia caeligera
Chloromyia caeligera är en tvåvingeart som beskrevs av Lindner 1939. Chloromyia caeligera ingår i släktet Chloromyia och familjen vapenflugor.
Artens utbredningsområde är Kenya. Inga underarter finns listade i Catalogue of Life.